# Incodynerus urubambae
Incodynerus urubambae är en stekelart som först beskrevs av Carlos Schrottky 1911.  Incodynerus urubambae ingår i släktet Incodynerus och familjen Eumenidae. Inga underarter finns listade i Catalogue of Life.